# René Vietto
René Vietto (* Rocheville, 17 de fevereiro de 1914 - † Bollène, 14 de outubro de 1988). Foi um ciclista francês profissional entre 1931 e 1953, cujos maiores sucessos desportivos obteve-os no Tour de France, onde obteve 4 vitórias de etapa, e na Volta a Espanha, onde conseguiria 2 vitórias de etapa.
Foi considerado o melhor escalador até à Segunda Guerra Mundial atingindo grande popularidade e simpatia graças à actuação que teve no decorrer do Tour de France na sua edição de 1934, quando, no decorrer de uma etapa na que ia escapado, foi informado de que o seu chefe de filas, Antonin Magne, se tinha ficado sem bicicleta depois de uma queda. René Vietto voltou sobre seus passos até encontrar-se com Magne cedendo-lhe sua a própria bicicleta, o que permitir-lhe-ia vencer na classificação final do Tour de France.
Depois de finalizar sua carreira profissional seguiu vinculado ao ciclismo como director desportivo.

## Palmarés
| 1932 - Grande Prêmio de Cannes 1933 - Grande Prêmio de Cannes 1934 - 4 etapas do Tour de France e Grande Prêmio da Montanha - GP Wolber 1935 - Paris-Nice - 2 etapas no Tour de France 1938 - Polymultipliée | 1939 - 2º no Tour de France 1941 - Campeão da França de ciclismo de estrada (zona não ocupada) 1942 - 2 etapas na Volta a Espanha 1947 - 2 etapas ao Tour de France 1948 - Grande Prêmio de Cannes |

## Resultados em Grandes Voltas e Campeonatos do Mundo
Durante a sua carreira desportiva conseguiu os seguintes postos nas Grandes Voltas e nos Campeonatos do Mundo em estrada:
| Carreira           | 1931 | 1932 | 1933 | 1934 | 1935 | 1936 | 1937 | 1938 | 1939 | 1940 | 1941 | 1942 | 1943 | 1944 | 1945 | 1946 | 1947 | 1948 | 1949 | 1950 | 1951 | 1952 | 1953 |
| ------------------ | ---- | ---- | ---- | ---- | ---- | ---- | ---- | ---- | ---- | ---- | ---- | ---- | ---- | ---- | ---- | ---- | ---- | ---- | ---- | ---- | ---- | ---- | ---- |
| Giro d'Italia      | -    | -    | 22º  | -    | -    | -    | -    | -    | -    | -    | X    | X    | X    | X    | X    | -    | -    | -    | -    | -    | -    | -    | -    |
| Tour de France     | -    | -    | -    | 5º   | 8º   | Ab.  | -    | Ab.  | 2º   | X    | X    | X    | X    | X    | X    | X    | 5º   | 17º  | 28º  | -    | -    | -    | -    |
| Volta a Espanha    | X    | X    | X    | X    | -    | -    | X    | X    | X    | X    | -    | 14º  | X    | X    | -    | -    | -    | -    | X    | -    | X    | X    | X    |
| Mundial em estrada | -    | -    | -    | -    | -    | -    | -    | -    | X    | X    | X    | X    | X    | X    | X    | -    | -    | -    | -    | -    | -    | -    | -    |

-: Não participa

Ab.: Abandono